# Jüdische Gemeinde Ústí nad Labem
Koordinaten: 50° 39′ 29,9″ N, 14° 2′ 19,9″ O
Die Jüdische Gemeinde in Ústí nad Labem (deutsch Aussig), einer Stadt im Norden Böhmens in Tschechien, entstand in der Mitte des 19. Jahrhunderts und wurde durch den Holocaust ausgelöscht.

## Geschichte

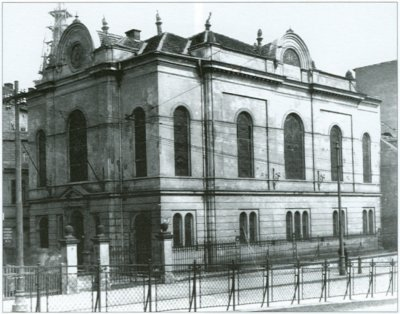
Synagoge in Aussig, erbaut 1880

Die Königliche Stadt Aussig hatte lange das Privileg, in ihren Mauern keine Juden dulden zu müssen. Erst kurz vor 1850 konnten sich jüdische Familien in Aussig dauerhaft niederlassen. In der zweiten Hälfte des 19. Jahrhunderts nahm die Zahl jüdischer Bewohner sehr schnell zu. Aus dem im Jahr 1863 gegründeten jüdischen Kultusverein ging wenige Jahre später die Israelitische Kultusgemeinde Aussig hervor.
Nach antisemitischer Hetze in der Mitte der 1930er Jahre wanderten einige wohlhabende Juden aus. Im Sommer 1938 brachten sich z. B. die Industriellenfamilien Petschek und Weinmann im Ausland in Sicherheit.

### Zeit des Nationalsozialismus
Noch vor dem Einmarsch des Deutschen Reichs ins Sudetenland im Oktober 1938 (siehe Münchner Abkommen) zerschlugen Nationalsozialisten die Auslagen jüdischer Geschäfte. Während der Novemberpogrome 1938 wurden die jüdischen Bürger verhaftet und die Synagoge wurde beschädigt. Im Juli 1939 wurde in Aussig die Bezirksstelle 10 für das Sudetenland der gesetzlich angeordneten Reichsvereinigung der Juden in Deutschland eingerichtet, deren Vertrauensmann im Regierungsbezirk Aussig wurde Arnold Glässner.
Ende 1941/Anfang 1942 wurden die älteren und arbeitsunfähigen Aussiger Juden in das baufällige Schloss Schönwald, das im Besitz der Stadt Aussig war, zwangsweise umgesiedelt. Von hier aus erfolgte die Deportation ins Ghetto Theresienstadt oder direkt in die Vernichtungslager im besetzten Polen.
Von den Mitgliedern der jüdischen Gemeinde Aussig überlebten nur etwa 200 die Verfolgung in der Emigration. Nach Kriegsende kehrten nur drei jüdische Familien nach Ústí nad Labem zurück.

### Seit 1945
Im Jahr 2000 hatte die unabhängige jüdische Gemeinde in Ústí 50 Mitglieder, von denen nur 17 in Ústí nad Labem lebten. Mitte 2005 war die Anzahl der Personen auf 38 geschrumpft.

## Gemeindeentwicklung
| Jahr | Juden            |
| ---- | ---------------- |
| 1872 | 37 Personen      |
| 1880 | 295 Personen     |
| 1890 | 479 Personen     |
| 1800 | 840 Personen     |
| 1910 | 984 Personen     |
| 1921 | 976 Personen     |
| 1930 | 985 Personen     |
| 1939 | 955 Personen     |
| 1942 | ca. 200 Personen |
| 1951 | ca. 50 Personen  |
| 2004 | ca. 40 Personen  |

## Rabbiner
- 1909 bis 1919: Arthur Rosenzweig (1883–1936), im Ersten Weltkrieg war er Feldrabbiner
- Ab 1. September 1921: J. Stößler (siehe auch unter Literatur)

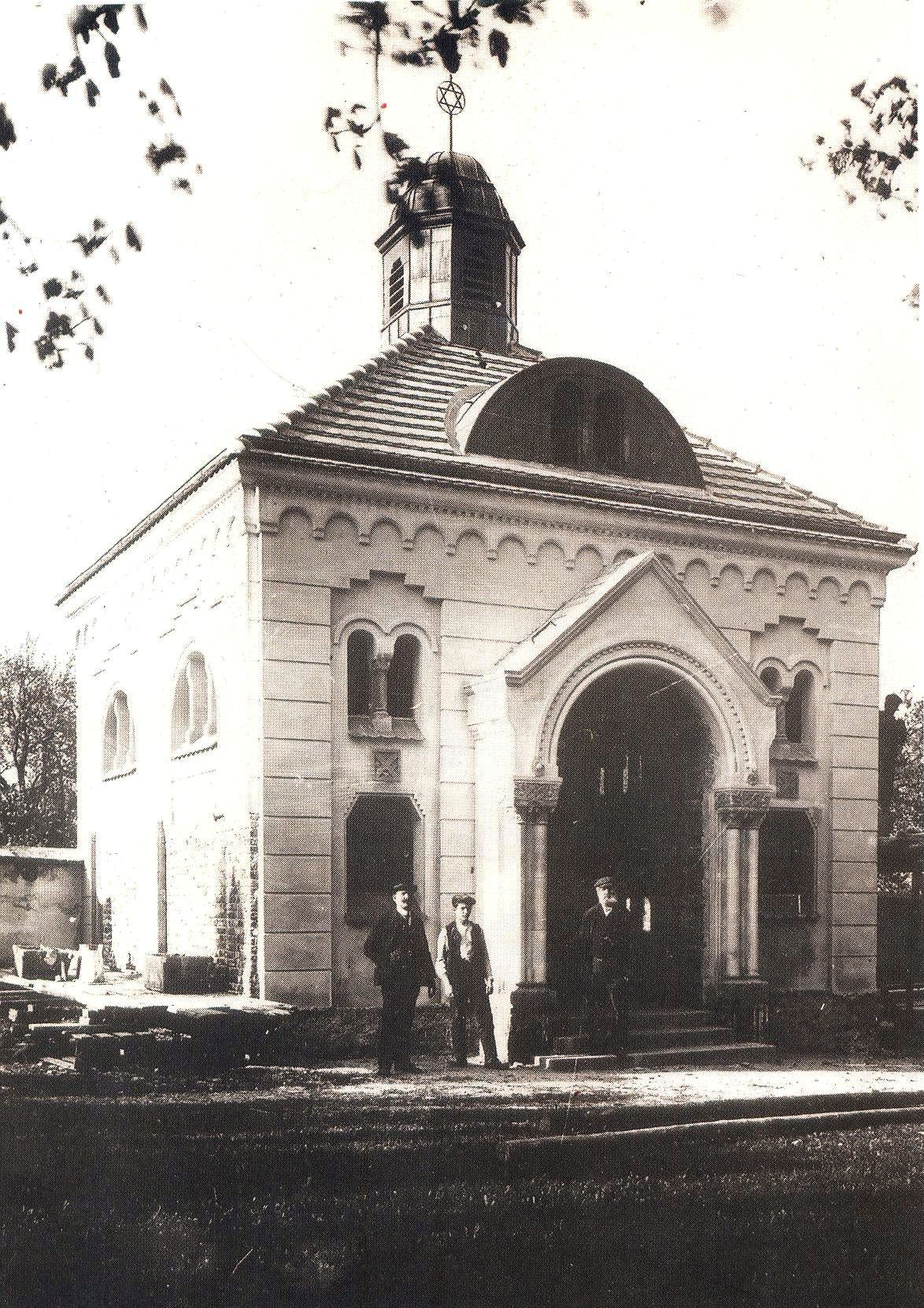
Trauerhalle auf dem neuen jüdischen Friedhof

## Vereinigungen
- Chewra Kadischa, die Beerdigungsgesellschaft wurde 1872 gegründet
- Frauenverein, gegründet 1878
- Tempelchorverein (Synagogenchor), gegründet 1901
- Volksverein Theodor Herzl, gegründet 1911
- Makkabi Turn- und Sportverein, gegründet 1919
- Wanderbund Blauweiß, Ortsgruppe der WIZO